# 野球フィジー代表
野球フィジー代表（やきゅうフィジーだいひょう）は、フィジーにおける野球のナショナルチームである。WBSCオセアニアに加盟している。
2003年の南太平洋競技大会は、全敗で最下位に終わったが、2007年の大会では2勝を挙げ、4位となった。

## 国際大会

### ワールド・ベースボール・クラシック
- 2006年 - 不参加
- 2009年 - 不参加

### オリンピック
- 2000年 - 不参加
- 2004年 - 不参加
- 2008年 - 不参加

### WBSCプレミア12
- 2015年 - 参加資格無し
- 2019年 - 参加資格無し
- 2024年 - 参加資格無し